# 약한 초전하
약한 초전하(弱한 超電荷, 영어: weak hypercharge)는 전자기력과 약력에 관계되는 입자의 양자수로, 전약력의 게이지 군인 SU(2)W×U(1)Y 가운데 U(1)1에 해당하는 게이지 전하다. 기호는 대개 {\displaystyle Y_{\text{W}}}.

## 어원
약한 초전하는 약한 아이소스핀과 관계있다. 그 관계가 입자의 맛깔 양자수인 (강한) 아이소스핀과 (강한) 초전하와 흡사하기 때문에 "약한 초전하"라는 이름이 붙었다. 그러나 초전하는 쿼크의 근사적인 맛깔 대칭을 나타내는 온곳 대칭인 반면, 약한 초전하는 자연계의 근본적인 전약력 대칭군을 나타내는 게이지 대칭이므로, 표면적인 유사성을 제외하고는 전혀 다른 종류의 양자수다.

## 겔만-니시지마 공식
약한 아이소스핀 {\displaystyle \mathbf {T} }의 성분 가운데 하나인 {\displaystyle T_{3}}과 전하 {\displaystyle Q}가 주어졌을 때, 다음과 같이 약한 초전하를 계산할 수 있다.
{\displaystyle Q=T_{3}+{\frac {1}{2}}Y_{W}}
이를 (강한) 아이소스핀과 (강한) 초전하를 관계짓는 공식에 빗대어 겔만-니시지마 공식(영어: Gell-Mann–Nishijima formula)이라고 한다.

## 같이 보기
- 표준 모형
- 약한 아이소스핀